# Саллі Альтшулер
Са́ллі (Са́ломон) А́льтшулер (дан. Sally/Salomon Altschuler, їд. סאַלי/סאַלאָמאָן אַלצטשולער; 26 вересня 1953, Копенгаген) — данський письменник і педагог. Пише переважно для дітей і підлітків.

## Біографічні дані
Саллі Альтшулер народився у Фолегавені — кварталі соціального житла, що в копенгагенському районі Вальбю. Після брата і сестри був третьою дитиною у данськомовній єврейській сім'ї. Його дід і баба з материного боку в 1912-му емігрували з Росії до Швеції. Дід і баба з батькового боку походили з Польщі й 1910 року виїхали до Данії, а 1943 року, в часи німецької окупації, втекли до Швеції.
Батьки Саллі Альтшулера вперше зустрілися в Лунді під час Другої світової війни. Одружилися вже в повоєнний час і перебралися до Копенгагена, де чоловік працював столяром, а жінка провадила домашнє господарство. Родина з п'яти осіб мешкала у трикімнатній квартирі.
1958 року Саллі пішов до хедеру в Нерребро. З 1960 по 1969 навчався в Кірсебергавенській середній (реальній) школі й брав активну участь у діяльності учнівської ради. 1969 року вступив до Фальконерґорденській гімназії, випускником якої став у 1972-му. Того ж року влаштувався на роботу вчителя-замісника в школі, щоб заробити гроші на подорож країнами Сходу. Враження від цієї подорожі й думки, навіяні нею, він згодом відобразив у своїх творах, зокрема в «Солі землі».
Побувавши в Індії та Непалі й повернувшись додому, Альтшулер короткий час працював водієм автобуса, а тоді вступив на біологічний факультет Копенгагенського університету. Вибрав такий напрямок тому, що ще змалку мріяв стати морським біологом, прочитав багато відповідних цій тематиці книжок, серед них і всі твори Жака-Іва Кусто. Однак Альтшулерові набридло навчання, він покинув університет і став мандрувати, зокрема кілька разів відвідав Ізраїль.
1975 року він вступив до Копенгагенської вчительської семінарії. Спеціалізувався на музиці та біології. Здобувши диплом у 1979-му, Альтшулер кілька років викладав ці дисципліни у школах — Дроннін-Луїсеґорденській, Шарлоттеґорденській і Фреденсборзькій.
У серпні 1994 року Саллі Альтшулер став членом Спілки данських письменників. З 2001 по 2013 роки належав до її правління. У 2005—2009 був заступником голови Спілки.
У 1995-му Альтшулер та його дружина взяли батьківську відпустку й разом зі своїми двома дітьми, яким тоді було шість і дев'ять років, вирушили в навколосвітню мандрівку. За дев'ять місяців родина побувала, зокрема, в Індонезії, Малайзії, Мексиці та країнах Карибського моря. Ця подорож надихнула Саллі написати піратський роман «Манільський ґалеон».

## Літературна творчість
Саллі Альтшулер друкувався в різних виданнях. У 1988 році він дебютував оповіданням Ræven, Fuldmånen og Babelstårnet («Ворон, Повний Місяць і Вавилонська Вежа») у виданні Politiken. Невдовзі він надіслав свій роман для дітей «Сіль землі» на літературний конкурс видавничої спілки «Høst & Søn». Не здобувши нагороди, кілька років доробляв і переробляв цей твір, у якому описується історія хлопця й дівчини — Лали і Найми. Ці головні герої, кожне зокрема, вирушають до Зеленого Міста на пошуки солі землі. Переживши багато пригод, вони зустрічаються, закохуються й таким чином знаходять шукану річ. 1993 року «Сіль землі» вийшла друком і здобула відразу дві премії. Того ж року Альтшулер став професіональним літератором-фрилансером.
Далі він писав переважно для дітей і підлітків. Твори на релігійну тематику — це «Початок» і «Ноїв ковчег», у яких популярно й дохідливо, з урахуванням дитячої психології, описано історії зі Старого Заповіту.
У «Манільському ґалеоні» події розвиваються й переплітаються у 1699 та 1999 роках. Описано пригоди двох хлопчиків — Ґабрієля, який утікає з карибського острова Сент-Томас, тодішньої данської колонії, щоб стати піратом, і копенгагенця Міхаеля, мати якого потрапляє у психіатричну клініку. Книжка здобула нагороду видавництва «Ґюллендаль».
Данською мовою опубліковано 53 видання автора. Його твори перекладено англійською (1 книжка), арабською (2), непальською (3), німецькою (4), норвезькою (3), польською (1), португальською (1), російською (3), словенською (1), фарерською (2), фінською (6) та шведською (4) мовами.
Саллі Альтшулер володіє англійською мовою на рівні професіонала.

## Педагогічна й просвітницька діяльність
Будучи педагогом, з 1993 року Саллі Альтшулер провадить спеціалізовані проекти, призначені заохочувати дітей та підлітків до писання книжок. Щороку в Себорґу (комуна Ґладсаксе) під час шкільних літніх канікул він організовує творчий тиждень для учнів.
2004 року вийшов друком на 1205 сторінках роман-фентезі «Historier om Alting» — гуртова праця Саллі Альтшулера, Сесілії Екен і семикласників середньої школи, що в комуні Рінґкебінґ.
У січні 2005 року з ініціативи та з допомогою Саллі Альтшулера учні 7а і 7б класів Фундерської школи, що в Сількеборгу, за три тижні написали дві невеликі повісті про людину з Толлунда — відповідно, «Gudernes vilje» («Воля богів») і
«Amuletten» («Амулет»), у яких виклали свої припущення про життя та смерть цієї доісторичної людини. Ці твори вийшли друком.
З 2006 року письменник, розвиваючи свій проект Learning by doing («Навчання дією»), підтримує зв'язки з педагогами та бібліотекарями в Непалі та В'єтнамі у справі заохочення школярів до літературної діяльності, відвідує ці країни й влаштовує зустрічі та творчі семінари.
На своєму сайті Саллі Альтшулер контактує з юними літераторами-початківцями й консультує їх.

## Твори

### Повісті й романи для дітей і підлітків
- Jordens salt. 1993 — «Сіль землі»
- Manilagaleonen. 1996 — «Манільський ґалеон»
- Blind makker. 1997 — «Сліпий приятель»
- Den anden kind. 1999 — «Друга щока»
- Verdens navle. 2002 — «Пуп землі»
- De magiske briller. 2003 — «Чарівні окуляри»
- Men jeg sagde ikke noget. 2003 — «Але ж я нічого не сказав»
- Saturn og skumbananen — «Сатурн і пінистий банан»
  - Saturn og skumbananen. 2004. — «Сатурн і пінистий банан», І частина
  - Ballade med Bit. 2004. — «Морока з Бітом», II частина
- M/S Morpheus. 2004 — «Теплохід „Морфей“»
- Historier om Alting (med Cecilie Eken og 7. klasse-elever i Ringkobing Kommune). 2004 — «Історії про все»
- Ørnens øje. 2005 — «Орлине око»
- Pigen i disen. 2005 — «Дівчина в тумані»
- Geden med det rode oje. 2006 — «Коза з червоним оком»
- Madam Blå og Svinehunden. 2007 — «Мадам Блакитна і Мерзотник»
- Calibanernes oprør. 2007 — «Бунт Калібанів»
- Martins ørevoks. Tudse, 2010. (Zowie, bind 1) — «Вушний віск Мартина. Ропуха»
- Den sorte linie. Tudse, 2010. (Zowie, bind 2) — «Чорна лінія. Ропуха»
- Min tipoldefar var russer og havde slangekrøller. Gyldendal, 2011. Roman. — «Мій прадід був росіянин і мав пейси»

### Романи для юнацтва
- Psykocyber. 1994 — «Психокібер»
- Dødseliksiren: den sande beretning om den lærde Tyge Brahe. ABC Forlag, 2013. — «Смертельний еліксир, або ж Правдива оповідь про вченого Тіхо Браге»
- Drømmeren, ungdomsroman (Jensen & Dalgaard, 2020) — «Мрійник», роман для юнацтва
- Universe Unlimited. Gyldendal, 2022. S. 146. ISBN 9788771518115 - «Всесвіт без обмежень»

### Романи для дорослих
- En engel bag øret. Gyldendal, 2011. — «Янгол за плечем»
- Golem. Gyldendal, 2022. S. 606. ISBN 9788771518658 — «Голем»

### Книжки-картинки
- Begyndelsen. 1994 — «Початок»
- Evelyn med de smukke øjne. 1998 — «Евеліна з прекрасними очима»
- Da Tudse blev træt. 2000 — «Коли Ропуха втомилася»
- Hvordan man får sin kamel til tandlægen. 2000 — «Як чоловік водив верблюда до дантиста»
- Der er noget i vejen, Tudse. 2001 — «Щось не все гаразд, Ропухо»
- Venner ved verdens ende. 2001 — «Друзі на краю світу»
- Store Tudse og Mutter Spidsmus. 2003 — «Велика Ропуха і Матінка Землерийка»
- Tudses fine venner. 2003 — «Щирі друзі Ропухи»
- Verden ifølge Tudse og Spidsmus. 2008 — «Світ очима Ропухи і Землерийки»
- Noas skib. Gyldendal, 2012 — «Ноїв ковчег»
- Herr Babels tårn. Opal, 2016 — «Вежа пана Бабеля»
- Hygge og højtlæsning — historier for de små, 2017 — «Затишок і читання вголос — оповідки для малечі»
- David og Goliat. 2021 — «Давид і Голіаф»

### П'єси
- Gilgamesh. 1995 — «Гільгамеш»
- En Cyberrottes død. 1997 — «Смерть щура-кібера»
- Ej blot til lysthus. 2001. — «Не тільки задля альтанки»